# Лебедев, Алексей Павлович
Алексей Павлович Лебедев – российский конькобежец и фигурист. Рекордсмен мира на дистанции 3000 метров – 5.51,6. Этот результат был показан на чемпионате России-1898 в Москве. Забег на 3000 метров был показательным и не шёл в общий зачёт чемпионата. На зачётной дистанции 1500 метров Лебедев был пятым.
Алексей Павлович Лебедев вошёл в историю русского спорта как «дедушка русских фигуристов», одним из первых начал выступать на международных соревнованиях. Так, в 1883 году на крупных состязаниях в Гельсингфорсе он завоевал первый приз, опередив ведущих спортсменов мира. До 1890 г. А. П. Лебедев успешно выступал на турнирах самого высокого уровня. Он был не только спортсменом, но и крупным организатором спортивно-гимнастического движения в стране, общественным деятелем. Известен также как первый тренер олимпийского чемпиона Н.Панина-Коломенкина.

## Рекорды мира
| дата            | дистанция   | рекорд | страна |
| --------------- | ----------- | ------ | ------ |
| 13 февраля 1898 | 3000 метров | 5.51,6 | Россия |

## Чемпионаты России
| турнир                             | дата            | город  | 1500 м     | 5000 м | место     |
| ---------------------------------- | --------------- | ------ | ---------- | ------ | --------- |
| 10-й чемпионат России – многоборье | 13 февраля 1898 | Москва | 3.04,5 (5) | –      | без места |

## Ссылка
- Сайт Deutsche Eisschnelllauf-Gemeinschaft  (нем.)